# Thierry Gadou
Thierry Gadou (Vieux-Boucau-les-Bains, 13. siječnja 1969.) je bivši francuski košarkaš i državni reprezentativac. Igrao je na mjestu krila. Visine je 204 cm. Igrao je u Euroligi sezone 1998./99. za francuski Pau Orthez iz Paua.
Najmlađi je francuskih košarkaša Didiera i Alaina.